# Hirsch-Brauerei Honer
Die Hirsch-Brauerei Honer ist eine deutsche Brauerei in Familienbesitz in Wurmlingen.

## Geschichte
Die Brauerei wurde 1782 von Ludwig Aeble als Wirtshausbrauerei der Schildwirtschaft „Zum Hirschen“ in Wurmlingen gegründet. 1861 kam es zum ersten Eigentümerwechsel als Josef Zepf die Brauerei übernahm. Sein Sohn Heinrich Zepf begann als neuer Eigentümer 1865 mit der Belieferung auch auswärtiger Wirtshäuser neben dem Stammhaus. Mit der Hochzeit zwischen Fanny Zepf und dem aus Spaichingen stammenden Braumeister Heinrich Honer übernahm dieser 1897 die Brauerei von seinem Schwiegervater. Seitdem befindet sich die Brauerei im Besitz der Familie Honer. 1936 ging die Geschäftsführung von Heinrich auf seinen Sohn August Honer über, der sie 1960 an seinen Sohn Rainer Honer weitergab. Er ist bis heute als Geschäftsführer tätig, 2009 trat seine Tochter Gabi Lemke in die Geschäftsführung ein.
Am 4. Mai 1997 kam es auf dem Gelände der Brauerei zu einem Brand in einem Lagergebäude, mehrere hundert Fässer sowie Kühlschränke und 20 Paletten Leergut wurden zerstört.
Die Brauerei setzt stark auf regionale Verwurzelung und die Verwendung regionaler Zutaten. So stammt das Braumalz aus Baden-Württemberg. Seit 2015 bestehen zudem Anbauverträge für Gerstenmalz mit mehreren Landwirten rund um die Brauerei. Der Hopfen kommt aus den süddeutschen Anbaugebieten Tettnang und Hallertau nach Wurmlingen. Weiterhin verfügt die Brauerei über eine eigene Brauwasserquelle direkt unter den Lagerkellern.
Im 2-jährlichen Rhythmus veranstaltet die Brauerei das „Brauereihoffest“ mit mehreren tausend Besuchern. Hier werden üblicherweise auch neue Produkte oder Erweiterungen der Brauerei vorgestellt.
Zum Brauereigelände gehört auch die 2006 eröffnete „Hirsch-Bierwelt“, die ein Museum zur Geschichte des Bieres mit einer kleinen Kreativbrauerei verbindet, in der Gästegruppen eigenes Bier brauen können.

## Sortiment (Auswahl)
- Helles
- Hefe Weiße
- Zwickel / Zwuckel
- Pils
- Gold
- Goldstoff
- Weihnachtsbier
- Hopfensau
- Dunkle Weiße
- Sport-Weiße
- Kristall-Weiße
- Heller Bock
- Erntehelfer
- Natürliches DonauRadler
- Natürliches DonauRadler alkoholfrei
- Helles alkoholfrei
- Hefe Weiße alkoholfrei

## Sonstiges
Die Brauerei ist Mitglied im Brauring, einer Kooperationsgesellschaft privater Brauereien aus Deutschland, Österreich und der Schweiz.